# Janete Pietá
Janete Rocha Pietá (Rio de Janeiro, 3 de novembro de 1946), mais conhecida como Janete Pietá, é uma professora, arquiteta e política brasileira, filiada à Rede Sustentabilidade (REDE). Atualmente exerce o mandato de vereadora na cidade de Guarulhos. Anteriormente, foi Deputada Federal por São Paulo, durante dois mandatos, além de Primeira-Dama de Guarulhos, quando seu marido, Elói Pietá, foi prefeito de Guarulhos de 2001 a 2009.

## Biografia
Formou-se em História pela Faculdade de Universidade Santa Úrsula, em 1971. Ainda no Rio de Janeiro, trabalhou como professora, até mudar-se para Belo Horizonte, em 1972, onde prosseguiu em seu ofício até 1974.
Chegou a Guarulhos em 1974. Foi metalúrgica até 2001. Participou das lutas sindicais e atuou nos movimentos de moradia. Janete Pietá foi a primeira mulher a se formar pelo SENAI, em 1977. Licenciou-se em Arquitetura e Urbanismo pela Universidade Guarulhos, em 1993.
Junto com Elói Pietá, com quem é casada há 38 anos, foi uma das fundadoras do PT, em fevereiro de 1980. Participou enfaticamente do movimento Diretas Já no ano de 1984. No final da década de 1990, participou ativamente do Movimento pela Ética da Política em Guarulhos, que culminou com a cassação de um prefeito e a prisão de vários vereadores.
Em 2001, com a chegada do PT à prefeitura de Guarulhos (Elói Pietá eleito no segundo turno, com 50,13% dos votos e reeleito em 2004 com 53,58% dos votos no primeiro turno), Janete Pietá assumiu a presidência do Fundo Social de Solidariedade e a Coordenação de Ação Social.
Em 2005, Janete Pietá foi nomeada "Secretária Adjunta da Saúde" no município de Guarulhos.

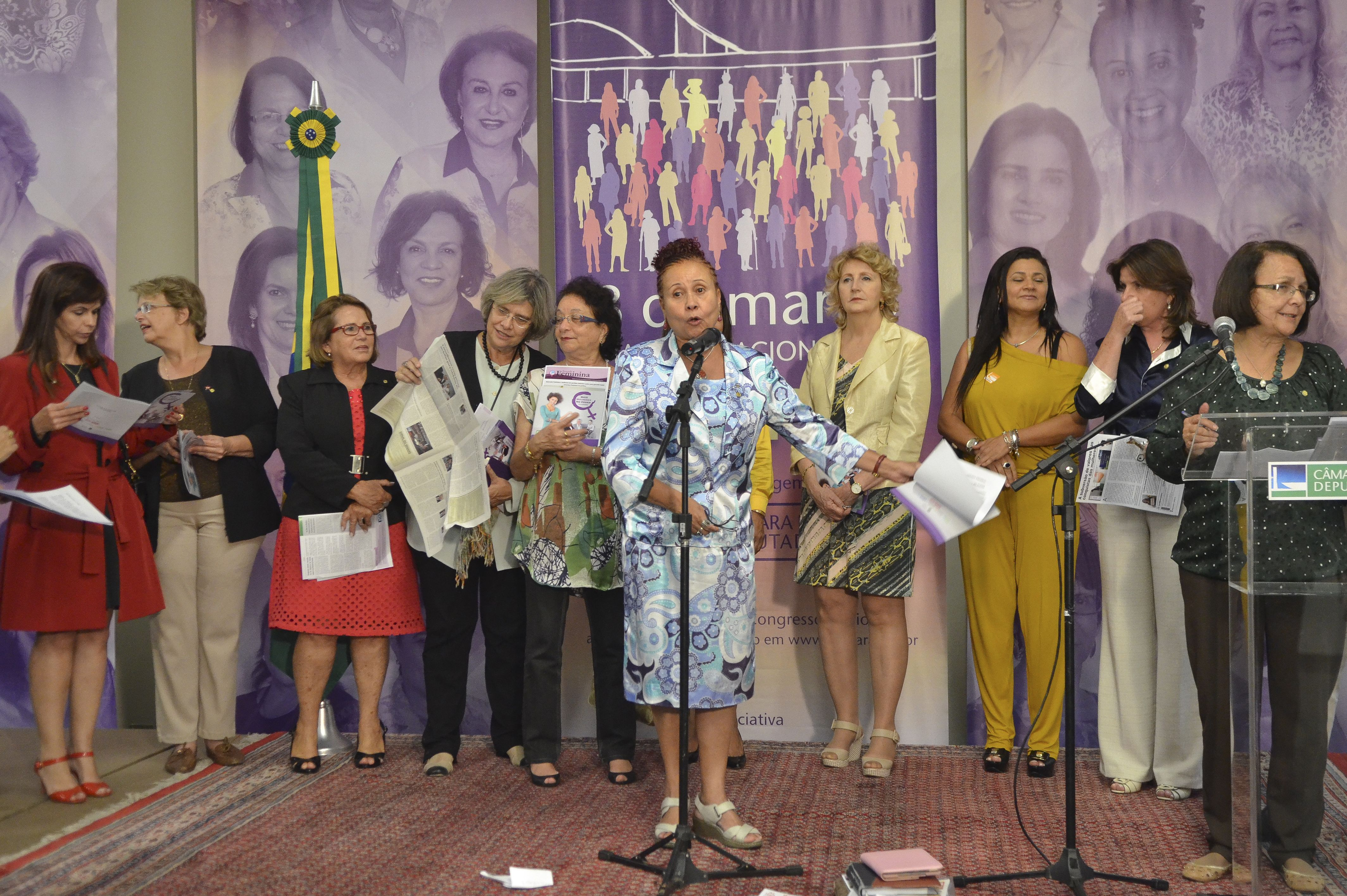
Janete Pietá no lançamento da plataforma mais mulheres no poder, em 2014

Eleita deputada federal em 2006 pelo Partido dos Trabalhadores de São Paulo, com 116.865 votos, foi a única representante mulher entre os 14 eleitos pelo PT do estado de São Paulo e a primeira parlamentar afro-descendente eleita pelo PT paulista para a Câmara dos Deputados.
Reeleita em 2010, com 144.529 votos, Janete Pietá é a única mulher entre os 15 deputados federais eleitos pelo PT e a sétima mais bem votada dentro do partido.
Eleita vice-líder do PT na Câmara, Janete Pietá atuou como coordenadora da Bancada Feminina na Câmara Federal e também coordenou o Núcleo de Parlamentares Negros da Bancada do PT (NUPAN). Foi líder da Bancada Feminina do PT na Câmara dos Deputados, além de permanecer como membro das Comissões de Direitos Humanos e Minorias e de Relações Exteriores e de Defesa Nacional.
Em 2014 não conseguiu se reeleger para mais um mandato.
Nas eleições municipais de 2016 foi eleita vereadora pela cidade de Guarulhos com 4.474 votos. Em 2020, foi reeleita com 6.461 votos.
Em 2022, concorreu para o cargo de deputada estadual, mas acabou obtendo a suplência, com 51.663 votos.
Em 2024, com divergências de candidatura dentro do PT, envolvendo o seu marido, Elói Pietá e o deputado federal, Alencar Santana, desfiliou-se do PT, após 43 anos. Seu marido filiou-se ao Solidariedade, e Janete, a Rede Sustentabilidade. Nesse mesmo ano, concorreu ao seu terceiro mandato como vereadora, sendo reeleita com 9.710 votos.

## Vida Pessoal
Desde 1972, é casada com o ex-prefeito de Guarulhos, Elói Pietá

## Desempenho Eleitoral
| Ano  | Eleição                | Cargo             | Partido                                                                 | Partido | Coligação                                         | Vice     | Votos | Votos   | Votos      | Resultado |
| Ano  | Eleição                | Cargo             | Partido                                                                 | Partido | Coligação                                         | Vice     | T.    | Total   | %          | Resultado |
| ---- | ---------------------- | ----------------- | ----------------------------------------------------------------------- | ------- | ------------------------------------------------- | -------- | ----- | ------- | ---------- | --------- |
| 2006 | Estadual de São Paulo  | Deputada Federal  |                                                                         | PT      | Melhor pra São Paulo (PT, PCdoB, PL, PRB)         | Sem Vice | 1º    | 116.865 | 0,57       | Eleito    |
| 2010 | Estadual de São Paulo  | Deputada Federal  | União para Mudar (PT, PDT, PR, PCdoB, PRB, PSDC, PRP, PRTB, PTN, PTdoB) | PT      | Sem Vice                                          | 144.529  | 1º    | 0,68    | Eleito     |           |
| 2014 | Estadual de São Paulo  | Deputada Federal  | Pra Mudar de Verdade (PT, PCdoB, PR, PPL)                               | PT      | Sem Vice                                          | 77.595   | 1º    | 0,37    | Não eleito |           |
| 2016 | Municipal de Guarulhos | Vereadora         | Melhor pra Guarulhos (PT, PR)                                           | PT      | Sem Vice                                          | 4.474    | 1º    | 0,73    | Eleito     |           |
| 2020 | Municipal de Guarulhos | Vereadora         | Pra Guarulhos Crescer Denovo (PT, SD, REDE)                             | PT      | Sem Vice                                          | 6.461    | 1º    | 1,08    | Eleito     |           |
| 2022 | Estadual de São Paulo  | Deputada Estadual | Federação Brasil da Esperança (PT, PCdoB, PV)                           | PT      | Sem Vice                                          | 51.663   | 1º    | 0,22    | Suplente   |           |
| 2024 | Municipal de Guarulhos | Vereadora         |                                                                         | REDE    | Federação PSOL REDE (PSOL, Rede Sustentabilidade) | Sem Vice | 1º    | 9.710   | 1,48       | Eleito    |